# 若狭西部広域農道
若狭西部広域農道（わかさせいぶこういきのうどう）は、福井県小浜市と同県大飯郡高浜町を結ぶ農道である。別名は「若狭西街道」。

## 路線概要
- 起点　福井県小浜市上野
- 終点　同県大飯郡高浜町薗部

2009年3月21日に全線開通した広域農道である。福井県三方郡美浜町と同県三方上中郡若狭町を結ぶ広域農道である若狭広域農道（若狭梅街道）と共に嶺南の大動脈である国道27号を補完する役割を担っている。
路線の概要地図（福井県の報道資料より）

## 通過市町村
福井県小浜市-同県大飯郡おおい町-同郡高浜町

## 道路状況
トンネルを多用した非常に高規格な道路であり、一般的な農道のイメージとはかけ離れた道路である。箇所によっては嶺南の大動脈である国道27号よりも整備された区間もあり、国道27号の迂回路としても機能している。ちなみに若狭西街道から福井県道35号久坂中ノ畑小浜線、福井県道146号東小浜停車場線、福井県道220号羽賀東小浜停車場線、福井県道24号小浜上中線、福井県道22号上中田烏線、若狭梅街道と経由すると、国道27号および国道162号を一度も走行せず福井県若狭地方を端から端まで往来することが可能になる。

## 接続道路
- 国道162号
- 福井県道・京都府道1号小浜綾部線
- 福井県道16号坂本高浜線（終点）
- 福井県道・滋賀県道23号小浜朽木高島線（起点）
- 福井県道35号久坂中ノ畑小浜線
- 福井県道222号中井青井線

## 沿線
- 福井県立若狭東高等学校
- 若狭彦神社
- 若狭和田駅